# Secret Millionaire
The Secret Millionaire é um reality show que se originou no Reino Unido em que milionários visitam comunidades empobrecidas e concordam em doar dezenas de milhares de libras (ou centenas de milhares de dólares, na versão dos EUA). Câmeras são instaladas na comunidade para filmar o documentário.